# كنيس منشا
كنيس منشا أو معبد منشا، هو كنيس يهودي. يقع في ميدان المنشية بمدينة الإسكندرية في مصر. بٌني عام 1882 وجُدد ووسع عام 1912. سًمي على اسم يعقوب منشا؛ أول رئيس للطائفة اليهودية بالإسكندرية.